# CRESSPOM
Der Clube Recreativo e Esportivo de Sub-Tenentes e Sargentos da Polícia Militar do Distrito Federal, bekannt unter dem Akronym CRESSPOM, ist ein Sport- und Gesellschaftsverein in Brasília (DF), der Hauptstadt von Brasilien.

## Geschichte
Das Clubgelände des Gesellschafts- und Sportvereins der Vizeleutnante und Unteroffiziere der Militärpolizei des brasilianischen Bundesdistrikts befindet sich direkt am Ufer des Lago Paranoá gegenüber der Universidade de Brasília in unmittelbarer Nachbarschaft zum Minas Brasília TC.
Bekannt ist der Club vor allem durch seine Frauenfußballabteilung, die semiprofessionell in Kooperation mit dem Instituto de Educação Superior de Brasília (IESB) betrieben wird. Im Wettbewerb um die Copa do Brasil 2016 erreichte das Team das Halbfinale. Mit dem Einzug ins Halbfinale der Série A2 der Saison 2021 vollendete es den Aufstieg in die erste Liga des brasilianischen Frauenfußballs für die Saison 2022.

## Erfolge
Fußball (Frauen):
| Meisterschaft des Bundesdistrikts | (7×): | 2007, 2008, 2009, 2011, 2012, 2014, 2015 |